# Humansberg
Der Humansberg ist ein markanter Berg in Namibia mit einer Höhe von 2026 m. Der Berg liegt an der C23 rund 25 km südlich von Kapps und 45 km südöstlich von Windhoek.